# Year of the Gun
Year of the Gun é um thriller estadunidense de 1992 realizado por John Frankenheimer.
David Raybourne (Andrew McCarthy) é um jovem jornalista que viaja até Itália. Depois, David conhece Lia Spinelli (Valeria Golino) uma jovem italiana que namora com um jornalista americano. Até que os terroristas descobrem um plano, e uma fotógrafa norte-americana Allison King (Sharon Stone) tira uma fotografia dos terroristas. David, Allison e Lia são três amigos de juventude. Foi gravado na América e na Itália.

## Elenco
- Andrew McCarthy ... David Raybourne
- Sharon Stone .... Alison King
- Valeria Golino .... Lia
- John Pankow .... Italo Bianchi
- George Murcell .... Pierre Bernier
- Mattia Sbragia .... Giovanni
- Roberto Posse .... Lucio
- Thomas Elliot .... Marco
- Fiammetta Baralla .... Esposa de Bernier